# Dmitri Nikolajewitsch Subbotin
Dmitri Nikolajewitsch Subbotin (russisch Дмитрий Николаевич Субботин; * 20. Oktober 1977 in Tomsk, Russische SFSR) ist ein russischer Eishockeyspieler, der zuletzt bis 2011 bei Rubin Tjumen in der Wysschaja Hockey-Liga unter Vertrag stand. Sein älterer Bruder Andrei ist ebenfalls ein professioneller Eishockeyspieler. 

## Karriere
Dmitri Subbotin begann seine Karriere als Eishockeyspieler bei Awtomobilist Jekaterinburg, für den er von 1993 bis 1995 in der russischen Superliga aktiv war. Anschließend spielte er drei Jahre lang für deren Ligarivalen HK ZSKA Moskau. In diesem Zeitraum wurde er im NHL Entry Draft 1996 in der dritten Runde als insgesamt 76. Spieler von den New York Rangers ausgewählt, für die er allerdings nie spielte. Die Saison 1998/99 begann der Angreifer beim HK Dynamo Moskau, den er bereits nach nur einem Spiel wieder verließ, um die nächsten beiden Jahre beim HK Lada Toljatti zu verbringen, ehe er in der Saison 2000/01 erneut für den Hauptstadtklub Dynamo Moskau auf dem Eis stand. Es folgten je eine Spielzeit beim HK Metallurg Magnitogorsk und Sewerstal Tscherepowez, wobei der Linksschütze noch während der Saison 2002/03 zu seinem Ex-Klub HK ZSKA Moskau zurückkehrte. 
Im Laufe der Saison 2003/04 wurde Subbotin vom HK Awangard Omsk unter Vertrag genommen, mit dem er am Saisonende zum ersten Mal in seiner Laufbahn Russischer Meister. Durch diesen Erfolg qualifizierte er sich mit seiner Mannschaft für den IIHF European Champions Cup 2005, in dessen Finale er sich mit Awangard Omsk gegen Kärpät Oulu aus der finnischen SM-liiga durchsetzte. Die Saison 2005/06 begann der Flügelspieler bei Salawat Julajew Ufa, wechselte jedoch bereits nach nur fünf Spielen zum HK MWD Twer, für den er die folgenden beiden Spielzeiten in der Superliga verbrachte. Nach einer Saison bei Witjas Tschechow, wurde Subbotin im Sommer 2008 von seinem Ex-Klub HK MWD aus der neugegründeten Kontinentalen Hockey-Liga verpflichtet, der in der Zwischenzeit nach Balaschicha umgesiedelt wurde. Für den HK MWD Balaschicha spielte er ebenso ein Jahr wie anschließend für den HK Jugra Chanty-Mansijsk, mit dem ihm als Zweitligameister der Aufstieg in die KHL gelang. Er musste jedoch die Mannschaft verlassen und spielte zuletzt in der Saison 2010/11 für Rubin Tjumen in der neuen zweiten russischen Spielklasse, der Wysschaja Hockey-Liga.

### International
Für Russland nahm Subbotin an der Weltmeisterschaft 1999 teil, bei der er mit seiner Mannschaft den fünften Platz belegte.

## Erfolge und Auszeichnungen
- 2004 Russischer Meister mit dem HK Awangard Omsk
- 2005 IIHF-European-Champions-Cup-Gewinn mit dem HK Awangard Omsk
- 2010 Meister der Wysschaja Liga und Aufstieg in die KHL mit dem HK Jugra Chanty-Mansijsk

## KHL-Statistik
(Stand: Ende der Saison 2010/11)